# Winkel (Uebigau-Wahrenbrück)

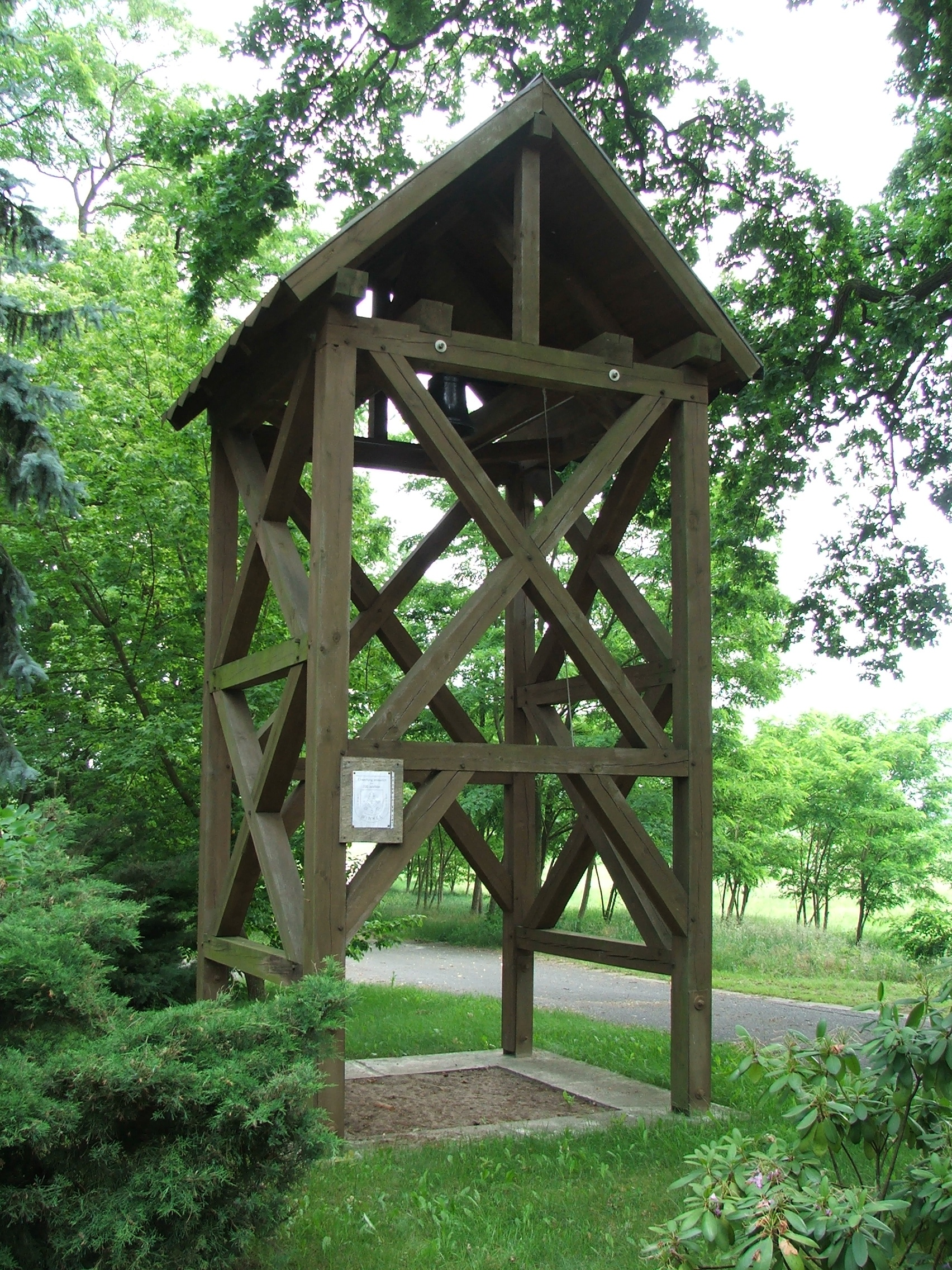
Glockenturm

Winkel ist ein Ortsteil der Stadt Uebigau-Wahrenbrück im südbrandenburgischen Landkreis Elbe-Elster.

## Geographische Lage

Winkel auf einer geschichtlichen Karte des Kreises Liebenwerda (1910).

Winkel liegt eineinhalb Kilometer östlich der Stadt Wahrenbrück und nördlich von Bad Liebenwerda an der Fernverkehrsstraße B 101. Der nördliche Nachbar ist Beutersitz. Westlich des Ortes befindet sich Rothstein. In der Nähe des Ortes fließen die Schwarze Elster und die Kleine Elster.

## Geschichte

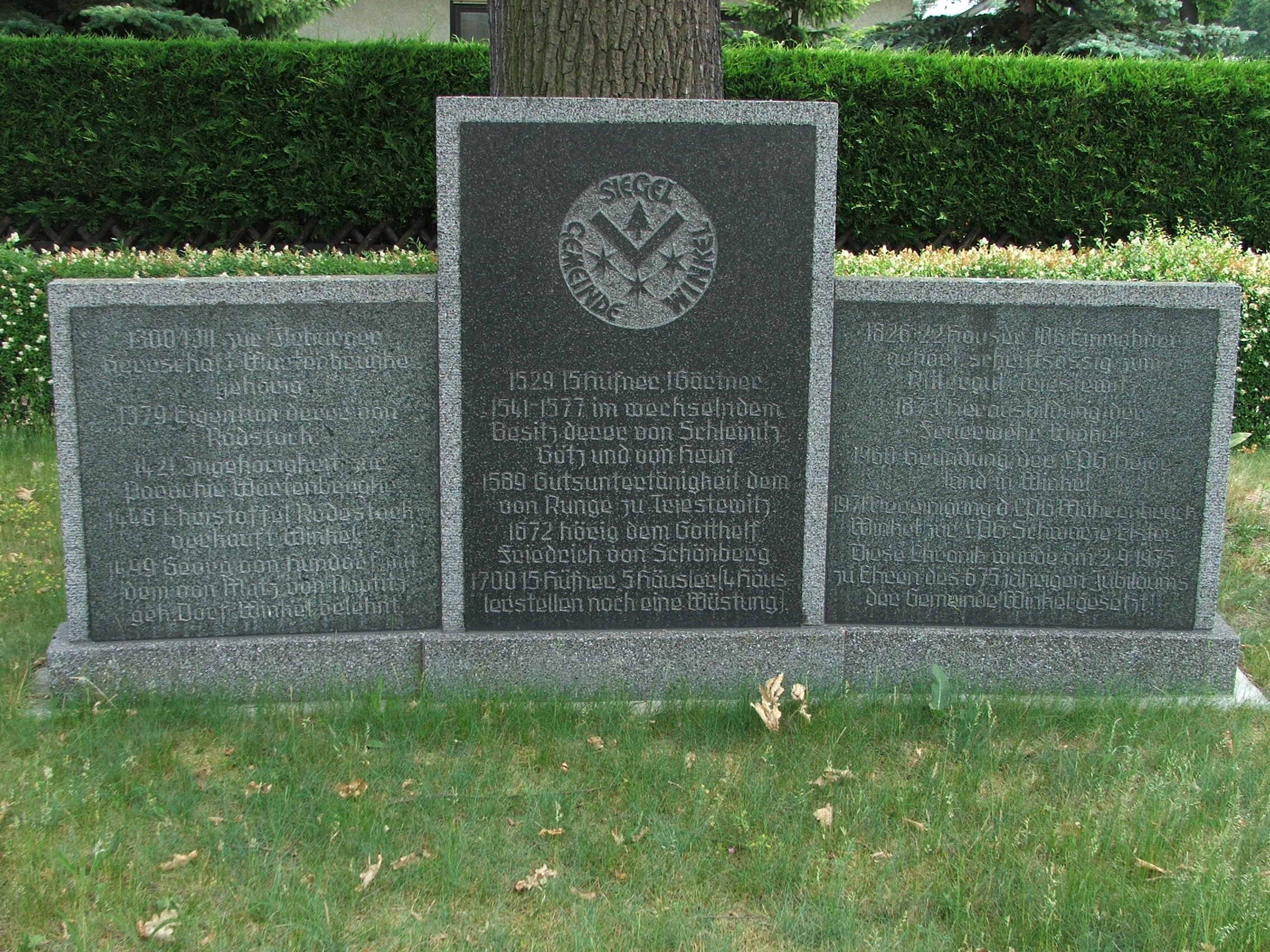
Chronik des Ortes

Winkel wird 1300/1311 als Winkil erstmals erwähnt. Der Name beschreibt die Lage des Ortes an der Kleinen Elster und Schwarzen Elster gelegen.
Seit 1309 gehört Winkil zu den Dörfern, die in Wahrenbrück Mahlfreiheit besaßen.
Winkel war ein ritterschaftliches Dorf und gehörte nicht zum Amt Liebenwerda wie andere Dörfer in der Nähe. Matz von Naptitz verkaufte 1499 Winkel an Georg von Hondorf auf Schmerkendorf (bei Falkenberg/Elster). 1577 verkauften die Herrn von Honndorf den Ort zusammen mit Marxdorf an Friedrich von Heuna zu Altbelgern. 1589 standen Ober- und Untergericht über Winkel Hans Runge auf Triestewitz zu, die Steuern hingegen mussten ins Amt Liebenwerda entrichtet werden. Im Besitz der Familie (von) Runge verblieb Winkel bis zur Auflösung der erblichen Untertänigkeit. 1672 wird ein Gotthelf Friedrich von Schönberg (1631–1708) genannt.
Winkel hatte immer 15 Hufen. 1529 und 1555 wird außerdem ein Gärtner erwähnt nach 1618 sechs Gärtner. Während des Dreißigjährigen Krieges suchten die Bauern mit ihrem Vieh in einem moorigen Gelände an der kleinen Elster Schutz, der Ort wurde aber stark verwüstet.
Winkel war nach Wahrenbrück eingepfarrt und eingeschult. Im Jahre 1809 erhielt die Gemeinde ihr erstes Dorfsiegel, welches in der Mitte Beil, Stern und die Jahreszahl zeigt.
1823 stellte das Rittergutsdorf Winkel den Antrag auf Ablösung seiner Dienste und Abgaben an das Rittergut Triestewitz bei Torgau. Jedoch wurden bis 1831 nur zwei Dienste abgelöst. Dafür hatten die Hüfner ein sogenanntes Dienstgeld zu entrichten. Von 1841 bis 1844 verweigerten die Hüfner jegliche Dienstpflicht gegenüber dem Rittergut. In dem gegen das Rittergut geführten Prozess unterlagen aber die Bauern und mussten danach wieder Hand- und Spanndienste leisten. In Winkel gab es aber auch Bauern die nur der Pfarre von Wahrenbrück unterstanden, und damit für Abgaben an das Rittergut Triestewitz befreit waren.
Ursprünglich lag Winkel im Gebiet des kurfürstlichen Amtes Liebenwerda.
1815 wurde durch die Verträge des Wiener Kongresses der Ort Winkel in den Landkreis Liebenwerda eingegliedert. Mit der Verwaltungsreform von 1952 blieb der Ort im Kreis Bad Liebenwerda. Im Zuge der Kreisreform in Brandenburg 1993, wurde die Gemeinde in den Landkreis Elbe-Elster eingegliedert. Am 27. September 1998 wurde der Ort nach Wahrenbrück eingemeindet.

### Einwohnerentwicklung
| Jahr | Einwohner | Jahr | Einwohner |
| ---- | --------- | ---- | --------- |
| 1618 | 137       | 1992 | 222       |
| 1816 | 99        | 1993 | 217       |
| 1875 | 290       | 1994 | 220       |
| 1890 | 290       | 1995 | 217       |
| 1910 | 233       | 1996 | 225       |
| 1925 | 213       | 2007 | 209       |
| 1933 | 230       | 2016 | 163       |
| 1946 | 320       | 2019 | 163       |

## Politik

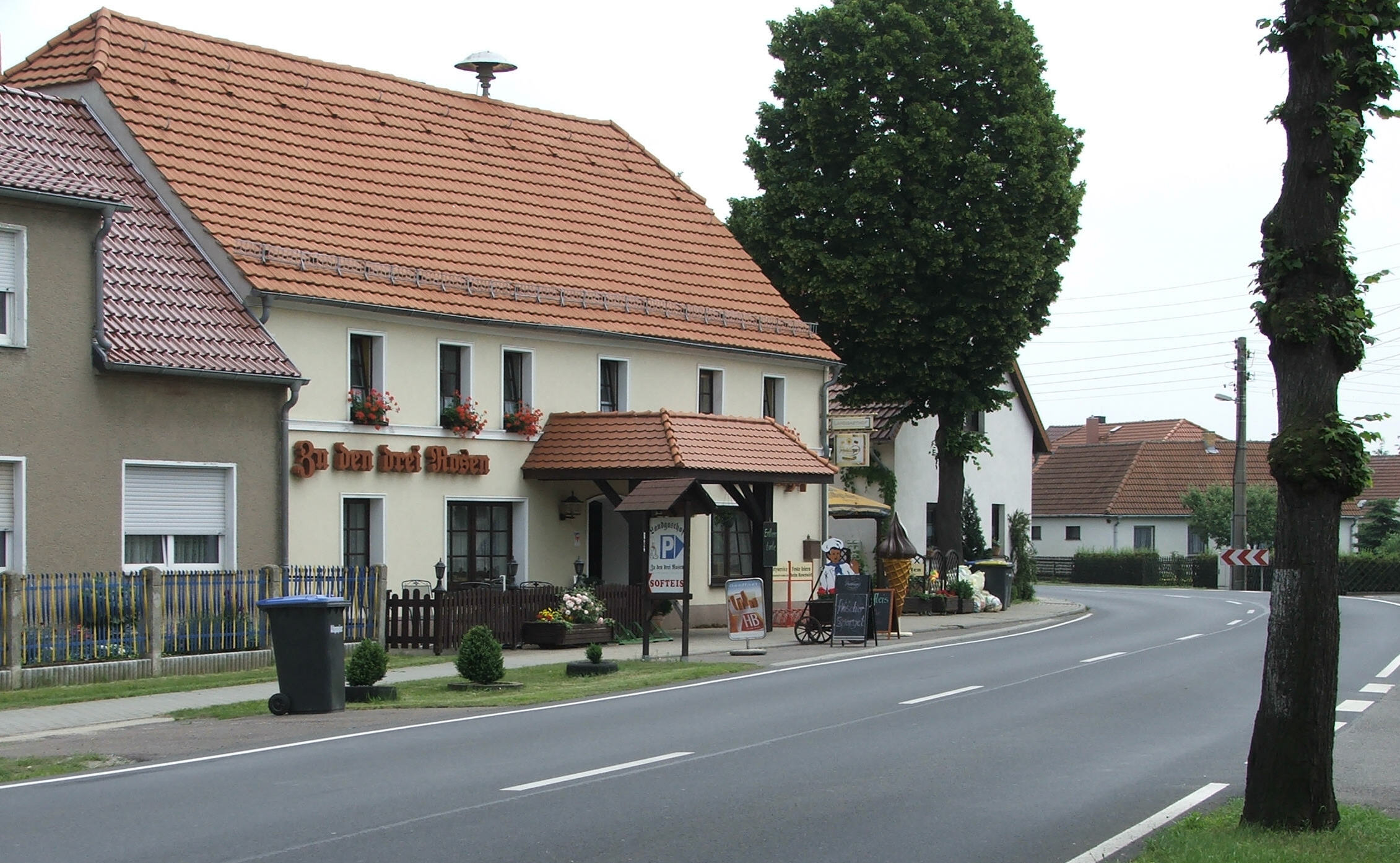
Gasthof zu den 3 Rosen

Ortsvorsteher ist Jens Uhlemann.

## Kultur und Sehenswürdigkeiten
Winkel hat mehrere Vereine, Sportgruppen und Stammtische. Besonders aktiv sind der Karnevalsverein und die Freiwillige Feuerwehr Winkel.
Ein Rundwanderweg führt von Winkel nach Wahrenbrück vorbei am Sandberg, den Stachelnusslöchern, und einem alten Torfstich. Radwanderwege nach Bad Liebenwerda und entlang der Schwarzen Elster, ein Wasserwanderer-Rastplatz und die Revitalisierung der Kleinen Elster in einem Modellprojekt machen den Ort für viele Besucher noch attraktiver. In der Gaststätte Zu den drei Rosen mit regionaler Speisekarte finden regelmäßig kulturelle Veranstaltungen statt.